# 1776
| 1776                        |
| --------------------------- |
| Dødsfald - Fødsler          |
| • Begivenheder • Litteratur |

| Gregoriansk kalender | 1776 MDCCLXXVI          |
| Ab urbe condita      | 2529                    |
| Armensk kalender     | 1225 ԹՎ ՌՄԻԵ            |
| Kinesiske kalender   | 4472 – 4473 乙未 – 丙申 |
| Etiopisk kalender    | 1768 – 1769             |
| Jødisk kalender      | 5536 – 5537             |
| Hindukalendere       |                         |
| - Vikram Samvat      | 1831 – 1832             |
| - Shaka Samvat       | 1698 – 1699             |
| - Kali Yuga          | 4877 – 4878             |
| Iransk kalender      | 1154 – 1155             |
| Islamisk kalender    | 1190 – 1191             |

 For alternative betydninger, se 1776 (flertydig). (Se også artikler, som begynder med 1776)
Konge i Danmark: Christian 7. 1766-1808

## Begivenheder

### Januar
- 15. januar – der udstedes en indfødsretslov, der sikrer at statsembeder er forbeholdt danske, norske og holstenske borgere

### Marts
- 17. marts - under den amerikanske revolution tvinger de amerikanske oprørere briterne til at forlade Boston.

### Maj
- 1. maj – grundlæggelse af Illuminati, en hemmelig frimurerloge

### Juli
- 4. juli – den nordamerikanske uafhængighedserklæring vedtages

- 11. juli - den britiske opdagelsesrejsende James Cook indleder sin sidste store rejse, som finder sin bratte afslutning, da han dræbes af indfødte på Hawaii 14. februar 1779

### December
- 18. december - North Carolinas forfatning ratificeres

### Udateret
- Kvinderne i delstaten New Jersey får valgret. De mister den igen fra 1844-1947.

## Født
- 11. februar – Ioannis Kapodistrias, den første græske præsident, fra 1828 - myrdet i 1831.
- 29. maj - Biskop for Sjællands stift, Peter Erasmus Müller efter Friederich Münter fra 1830, til sin død i 1834.
- 11. juni – John Constable, engelsk landskabsmaler (død 1837).

## Dødsfald
- 25. august - David Hume, skotsk filosof og historiker (født 1711).